# Római polgárjog

A tóga, viselet, amely csak a római polgárokat illette meg.

Római polgárjog, latinul: civitas Romana. Eredetileg egy polisz-hoz, azaz városállamhoz való tartozást jelentett, ez azonban – ellentétben a görögökkel, így Athénnel is – Rómában ez sokkal inkább jogi, mintsem területi jellegű volt. A római polgár mindig szoros kapcsolatban állt a libertasszal, ezért csak és kizárólag szabad emberek kaphatták meg, illetve ha rabszolga nyerte el, akkor a felszabadított majdnem, leszármazottai pedig (egy nemzedék után) teljes értékű római polgárok lettek. A szabadság elvesztése ezért automatikusan maga után vonta a polgárjog elvesztését is, viszont elvben minden szabad ember civitatishoz kapcsolódott, tehát volt status civitatisa. Ha a legyőzött népek elvesztették ezt a statust, akkor szolgai helyzetben lévőnek, dedicitiinek számítottak. 

## Tartalma
A polgárjog jogok és kötelességek sorát foglalta magában, ide értve a szavazati jogot, a szerződéskötések jogát, az érvényes házasságkötést stb. A kötelességek közé az adófizetés és a katonai szolgálat tartozott. Létezett csökkentett polgárjog is (sine suffractio), illetve bizonyos jogokkal a nem polgárok is rendelkeztek. Ilyenek voltak a latinok, akik birtokában voltak a commerciumnak, illetve a conubiumnak, sőt korlátozott szavazati lehetőséggel is rendelkeztek.
A polgárjog kiterjesztése a vagyonnal és a statussal állt összefüggésben. Több módon lehetett római polgárjoghoz jutni, a legnyilvánvalóbb módon örökléssel, például egy polgár apa révén, aki törvényes házasságban élt. Már az egészen korai időktől fogva idegenek is polgárjoghoz juthattak, a latinok például már azzal is római polgárok lehettek, ha Rómában szereztek lakást maguknak. Manumissio esetén a rabszolgák is automatikusan polgárrá váltak. Az idegenek akár egyénileg, akár csoportosan, bizonyos szolgálatokért kaphattak polgárjogot, illetve a császárkorban az auxiliában szolgálókat automatikusan megillette ez a jog. Az Itálián belül élő meghódított népek néha a teljes, néha csupán a korlátozott polgárjogot kapták meg, de a szövetséges háború után valamennyien teljes jogú polgárok lettek. Julius Caesar (Kr. e. 49, lex Roscia) és Augustus Itália határainak megváltoztatásával előmozdította a római polgárjog még teljesebb kiterjesztését a félszigeten.
A principatus alatt a császárok polgárjogban részesítettek egyes kedvelt egyéneket, városokat, sőt provinciákat is. A folyamat 212-ben tetőzött, amikor a birodalom valamennyi polgára – a dediticii kivételével – római polgárjogot kapott.